# Prîlujne, Letîciv
Prîlujne (în ucraineană Прилужне) este un sat în comuna Holenîșceve din raionul Letîciv, regiunea Hmelnîțkîi, Ucraina.

## Demografie
Componența lingvistică a localității Prîlujne
     Ucraineană (98,67%)
     Rusă (1,33%)
Conform recensământului din 2001, majoritatea populației localității Prîlujne era vorbitoare de ucraineană (98,67%), existând în minoritate și vorbitori de rusă (1,33%).